# Chaw
Chaw (차우 Ch‘au), estrenada als Estats Units com a Chawz, és una pel·lícula d'acció i aventura de Corea del Sud de 2009 sobre un porc assassí mutant que causa estralls en una petita ciutat de muntanya, i l'equip de cinc persones que van crear sortir per aturar la bèstia. El títol coreà es pronuncia "chow", que significa "trampa" en dialecte Chungcheong.

## Argument
La tranquil·la ciutat de Sammaeri prop de Jirisan ha estat lliure de crims durant una dècada fins ara. Els cossos de vilatans comencen a aparèixer, fent que els líders del poble estiguin nerviosos just abans d'una fira d'aliments orgànics que s'espera que sigui un benefici econòmic. Chun Il-man (Jang Hang-sun), la néta del qual va ser una de les víctimes, està segur que un senglar mataun homes està darrere dels crims. Uneix forces amb el detectiu Shin (Park Hyuk-kwon) i Kim Kang-soo (Uhm Tae-woong), un policia reasignat de Seül la mare del qual ha desaparegut al bosc. Amb Byun Soo-ryun (Jung Yu-mi), una biòloga que estudia animals salvatges, i el caçador a la recerca de glòria Baek Man-bae (Yoon Je-moon) s'uneixen a l'equip per lluitar contra la bèstia assassina gegant; els cinc comencen a pujar a la muntanya per enfrontar-se al seu enemic.

## Repartiment
- Uhm Tae-woong com a oficial de policia Kim Kang-soo
- Jung Yu-mi com Byun Soo-ryun
- Jang Hang-sun com a Chun Il-man
- Yoon Je-moon com a Baek Man-bae
- Park Hyuk-kwon com el detectiu Shin
- Kim Gi-cheon com a cap del poble
- Lee Sang-hee com a cap de policia del poble
- Vés a Seo-hee com a "mare" de Deok-gu
- Park Hye-jin com a mare de Kim
- Heo Yeon-hwa com a Mi-young, la dona de Kim
- Jung Yoon-min com a oficial Park
- Ha Sung-kwang com a investigador de Soo-ryun seonbae
- Jo Moon-yi com a president Kwak
- Park Chang-ik com a Deok-gu
- Kong Ho-seok com a vell a la cabana de muntanya
- Ha Yoo-yi com a Choon-hwa, la néta d'Il-man
- Moon Jong-hun com a oficial de policia
- Nam Sang-baek com a resident 1
- Jung Jae-sung com a Resident 2
- Kwon Bum-taek com a patòleg
- Kwon Oh-jin com a propietari del cementiri
- Choi Won-young com a fiscal

## Producció
El director Shin Jung-won va dir que la seva pel·lícula va adoptar una pel·lícula B típica de Hollywood per abordar els problemes ambientals, especialment la greu destrucció infligida a l'ecologia de Corea. Va dir que Corea mai havia tingut una pel·lícula sobre criatures assassines de la vida real com Razorback, Alligator i Anaconda i estava "intrigat per la idea d'un animal familiar atacant i matant humans i volia crear alguna cosa d'aquesta inesperada, però, sobretot, volia alguna cosa divertida i única."
Després de rodar a Seül, l'equip de producció i els actors principals van volar als Estats Units per rodar escenes d'efectes especialss. El rodatge va durar 40 dies a San Francisco. De vegades van sorgir malentesos a l'hora d'interpretar el matís d'una escena o un diàleg entre l'equip d'efectes especials dels Estats Units i els actors coreans a causa de diferents orígens culturals, però Uhm va dir: "Un cop acabat el rodatge, vam formar un fort esperit d'equip, com si haguéssim lluitat junts. en una guerra."
Va durar tres anys i 30,000 milions de wons dissenyar i realitzar a través d’animatrònica, dobles amb vestits i CG ― proporcionat per l'equip creatiu Polygon Entertainment i Stareast Digital Lab liderat per Hans Uhlig i Erik Jensen ― un porc mutat i de gran mida que desenvolupa el gust per la carn humana.

## Estrena
Chaw es va projectar al Berlin Film's Film Market, després es va estrenar a 15 països, inclosos Alemanya, Suïssa, Índia, Singapur, Tailàndia, Estats Units i Japó. La pel·lícula es va estrenar a Corea del Sud el 16 de juliol de 2009.